# Borisz Szergejevics Szelickij
Borisz Szergejevics Szelickij (oroszul: Борис Сергеевич Селицкий) (Leningrád, 1938. szeptember 22. –) szovjet színekben olimpiai és Európa-bajnok orosz súlyemelő.